# Nozaki & Truyện tranh thiếu nữ
Nozaki & Truyện tranh Thiếu nữ (Nhật: 月刊少女野崎くん (Nguyệt san Thiếu nữ Dã Khi quân) Hepburn: Gekkan Shōjo Nozaki-kun) là một manga Yonkoma hài hước lãng mạn Nhật Bản được viết và minh họa bởi Tsubaki Izumi. Những chương của manga được đưa lên Gangan Online, và được xuất bản dưới dạng sách và dạng kỹ thuật số, dạng tankōbon do Square Enix xuất bản. Chuyển thể anime của hãng phim Doga Kobo lên sóng vào tháng 7 năm 2014.

## Cốt truyện
Nữ sinh cấp ba Sakura Chiyo tuổi vừa trăng tròn đôi tám, thầm thương trộm nhớ cậu bạn Nozaki Umetarō đã lâu. Ngặt nỗi nàng thì nhỏ nhắn xinh xắn, dễ thương hoạt bát còn chàng thì thân pháp oai phong, mắt sắc như dao, trầm mặc ít nói, lại thêm cái không chung một lớp làm lời yêu thương khó giãi bày. Một buổi chiều nắng nhẹ hoàng hôn dần buông, nhân lúc vắng người nàng lấy hết cam đảm thổ lộ rằng mình từ lâu đã là fan cuồng của chàng. Thế nhưng nghe xong, chàng vẫn mặt lạnh như băng ngó xuống nhìn nàng. Sau 1 phút 30 giây ngơ ngẩn, nàng một lần nữa gom hết dũng khí còn lại đính chính rằng ý mình là muốn ở bên cạnh chàng mãi mãi. Không một chút nao núng, chàng lập tức kéo tay dẫn nàng về nhà của mình để... giúp chàng sáng tác manga. Từ lúng túng đến thẫn thờ, từ thẫn thờ đến giật mình bàng hoàng, cuối cùng nàng mới nhận ra chàng là một mangaka shoujo dưới bút danh Yumeno Sakiko, hơn nữa lại là một trong những mangaka yêu thích của mình. Rồi nàng trở thành phụ tá của chàng, hiểu thêm nhiều hơn con người thật của chàng, dù những khám phá mới đều rất kỳ quái khó mà tưởng tượng nổi.  Và cứ thế, hai người làm ra tác phẩm manga Let's Fall in Love (恋しよっ Koi Shiyo, Let's Have a Romance), Let's Fall in Love là tựa đề được dịch bởi Crunchyroll, họ cũng gặp và quen biết thêm những con người cũng kỳ quái không kém - những nhân vật mà Nozaki luôn quan sát tìm hiểu để làm hình tượng đưa vào manga của mình. Kể từ đó bắt đầu chuỗi ngày đầy các tình huống oái oăm, cộng hưởng thêm bằng những cách đối phó khó đỡ của những người trong cuộc. Nhưng tình cảm của chàng với nàng vẫn chẳng tiến xa hơn được bao nhiêu... Yêu một người, sao lại khó bày tỏ đến thế...

## Nhân vật

### Chính
Chiyo Sakura (佐倉 千代, Sakura Chiyo)
Lồng tiếng bởi: Ari Ozawa
Một nữ sinh trung học vui vẻ phải lòng Nozaki. Khi cô thú nhận với anh bằng cách nói rằng mình là một người hâm mộ thì cô đã nhận được chữ ký của Nozaki và thay vào đó, do những hiểu lầm sâu sắc hơn, cô lại trở thành trợ lý mực của anh. Cô là thành viên câu lạc bộ nghệ thuật của trường và có kỹ năng vẽ tĩnh vật và sử dụng màu nước. Ngoại hình cô nhỏ nhắn và đặc biệt đeo hai dải ruy băng lớn có họa tiết chấm bi. Sakura gặp Nozaki lần đầu tại lễ khai giảng của trường. Kiểu tóc và những chiếc ruy băng của cô hồi đó đã được Nozaki sử dụng trong tiềm thức khi thiết kế nhân vật nữ chính Mamiko trong manga của mình. Do sự nhiệt tình mãnh liệt của mình dành cho Nozaki, hầu như tất cả bạn bè cùng lứa đều biết đến tình cảm của cô. Cô học lớp 2-A và học chung lớp với Seo. Cô có một người em trai tên là Towa.
Umetarou Nozaki (野崎 梅太郎, Nozaki Umetarō)
Lồng tiếng bởi: Yuichi Nakamura
Một học sinh trung học cao ráo, ánh nhìn nghiêm khắc và là người được Sakura thầm thích. Sử dụng bút danh Sakiko Yumeno (夢野咲子, Yumeno Sakiko), anh bí mật là tác giả của bộ manga shoujo Let's Fall in Love đăng trên tạp chí Monthly Girls' Romance (月刊少女ロマンス, Gekkan Shōjo Romansu). Mặc dù vẽ truyện tranh lãng mạn nhưng anh không có kinh nghiệm tình trường về tình yêu và có vẻ kém khoản này ở ngoài đời. Anh đánh giá cao tình bạn và khả năng vẽ của Sakura nhưng lại không để ý đến cảm xúc của cô. Anh sống một mình và thuyết phục cha mình rằng anh có thể trang trải chi phí bằng tiền bản quyền manga của mình. Ở trường cấp hai, anh là đội trưởng đội bóng rổ của trường nhưng đã nghỉ chơi để tập trung làm manga. Anh hiện học lớp 2-B và có hai người em, Mayu và Yumeko.
Mikoto Mikoshiba (御子柴 実琴, Mikoshiba Mikoto)
Lồng tiếng bởi: Nobuhiko Okamoto
Mikoshiba, biệt danh Mikorin (みこりん), là một trong những trợ lý của Nozaki. Mặc dù nổi tiếng và hay tán tỉnh các cô gái nhưng anh lại nhút nhát và trở nên xấu hổ ngay sau khi đưa ra những tuyên bố táo bạo. Sakura biết rằng anh là nguồn cảm hứng cho nhân vật nữ chính Mamiko của Nozaki mà Mikoshiba không hề biết. Anh hay giúp Nozaki vẽ nền cho manga bằng hoa và các thứ trang trí khác để làm nổi bật sự quyến rũ. Anh học lớp 2-G và học chung lớp với Kashima. Sở thích của anh bao gồm sưu tập các figure bishōjo và chơi game mô phỏng hẹn hò, mặc dù anh cố gắng che giấu sở thích otaku của mình với người khác. Mikoshiba ngưỡng mộ một blog có tác phẩm nghệ thuật khêu gợi của Mayu, anh trai của Nozaki, với giả định rằng nó được điều hành bởi một cô gái.
Yuzuki Seo (瀬尾 結月, Seo Yuzuki)
Lồng tiếng bởi: Miyuki Sawashiro
Bạn thể thao và bạn cùng lớp của Sakura. Seo thường hay xúc phạm bạn bè bằng tính cách ngang ngược của mình. Nozaki phân loại cô ấy là "KY" (空気を読まない, Kūki o yomanai, hay quên, mặt dày): cô không thể đọc được tâm trạng của một tình huống. Cô cũng không có tinh thần thể thao; đội bóng rổ nam cho cô tập luyện cùng để họ có thể học cách đối phó với những cầu thủ khó chơi. Mặc dù thái độ thô lỗ và tomboy, cô lại sở hữu giọng hát như thiên thần và được mệnh danh là "Lorelai của Câu lạc bộ Hợp xướng" (声楽部のローレライ, Seigaku-bu no Rorerai, anime: "Lorelei"). Cô thích làm phiền Wakamatsu, người mà cô gọi là "Waka", do ngày càng phải lòng anh. Lấy cảm hứng từ mối quan hệ của họ, Nozaki tạo ra một nhân vật nam dựa trên tên cô là Oze. Anh trai của cô là Ryōsuke.
Yuu Kashima (鹿島 遊, Kashima Yū)
Lồng tiếng bởi: Mai Nakahara
Bạn thân và bạn cùng lớp của Mikoshiba. Cô là người hướng ngoại, cao ráo và ngoại hình phi giới tính. Trong năm đầu tiên của họ, Mikoshiba và Kashima coi nhau là đối thủ nhưng cô đã đánh bại Mikoshiba về mọi mặt, cuối cùng dẫn đến tình bạn của họ. Gần như mọi cô gái trong trường đều say mê Kashima do phong thái hoàng tử của "anh ấy" và sự tự tin hoàn toàn so với Mikoshiba. Mặc dù thích tận hưởng sự chú ý từ các cô gái, Kashima lại công khai yêu Hori và muốn anh coi cô là "kōhai dễ thương" yêu thích của mình. Cô là thành viên của câu lạc bộ kịch của trường và đóng mọi vai nam chính, thường là hoàng tử. Tuy nhiên, cô thường cúp các hoạt động của câu lạc bộ và đưa ra những ý tưởng hoặc bình luận kỳ quái về Hori, khiến cô trở thành mục tiêu khiến anh tức giận. Hơn nữa, Kashima bị điếc âm thanh nên không bao giờ được tham gia nhạc kịch nên cô đã nhờ Seo làm huấn luyện viên thanh nhạc cho mình. Cô ấy có một em gái tên Rei.
Masayuki Hori (堀 政行, Hori Masayuki)
Lồng tiếng bởi: Yūki Ono
Chủ tịch câu lạc bộ kịch của trường và là trợ lý đảm nhiệm việc vẽ nền của Nozaki, đổi lại Nozaki sẽ viết kịch bản cho câu lạc bộ kịch. Mặc dù có tài năng diễn xuất đáng kinh ngạc nhưng Hori lại tự ti về chiều cao thấp của mình và thay vào đó thích làm công việc đạo diễn các vở kịch và xây dựng bối cảnh. Anh có tính khí nóng nảy, chủ yếu là do Kashima và phản ứng dữ dội với cô bất cứ khi nào cô ấy làm bất cứ điều gì không phù hợp. Mặc dù vậy, anh vẫn yêu mến Kashima như bố mẹ vì ngoại hình đẹp trai và khả năng diễn xuất của cô. Anh học lớp 3-C.
Hirotaka Wakamatsu (若松 博隆, Wakamatsu Hirotaka)
Lồng tiếng bởi: Ryōhei Kimura  
Đàn em của Nozaki trong đội bóng rổ ở trường cấp hai. Anh gia nhập đội ngũ trợ lý của Nozaki đảm nhiệm phần screentone. Anh có thể quá dễ tha thứ và ngây thơ, khiến mình trở thành mục tiêu chính để Seo quấy rối. Do căng thẳng do Seo gây ra trong và ngoài việc luyện tập bóng rổ, anh bị chứng mất ngủ. Trớ trêu thay, Wakamatsu ngay lập tức ngủ quên mỗi khi nghe Lorelai hát. Anh dần say mê Lorelai mà không biết danh tính thực sự của cô là Seo. Lấy cảm hứng từ mối quan hệ của họ, Nozaki tạo ra một nhân vật nữ dựa trên anh tên là Waka. Anh học lớp 1-D.

### Phụ
Ken Miyamae (宮前 剣, Miyamae Ken)
Lồng tiếng bởi: Kenta Miyake
Biên tập viên hiện tại của Nozaki. Mặc dù Ken xuất hiện như một người đàn ông thừa cân cục cằn nhưng Nozaki vẫn ngưỡng mộ anh vì anh ta có năng lực so với người biên tập trước đây. Ken 28 tuổi (27 trong anime), mặc dù bằng tuổi Maeno nhưng anh phải thi lại đại học và cuối cùng kém Maeno hai năm. Cơ thể của anh đã trở nên thừa cân do căng thẳng do Maeno gây ra.
Mitsuya Maeno (前野 蜜也, Maeno Mitsuya)
Lồng tiếng bởi: Daisuke Ono
Cựu biên tập viên của Nozaki, Maeno hiện đang phụ trách Miyako Yukari. Anh là một người tự ái và thích những nhân vật dễ thương như tanuki. Anh và Miyamae quen nhau từ thời trung học, anh thường xuyên đăng bài trên blog của biên tập viên Monthly Girls' Romance. Anh hay bất cẩn trong hành động của mình; chẳng hạn, anh vô tình làm mất bản thảo của Yukari và làm đổ cà ri lên một bản thảo khác.
Yukari Miyako (都 ゆかり, Miyako Yukari)
Lồng tiếng bởi: Ayako Kawasumi
Hàng xóm trên lầu của Nozaki. Miyako là một sinh viên đại học và cũng là một họa sĩ truyện tranh shoujo sử dụng tên thật của mình. Các tác phẩm manga của cô có hình tanuki, chủ yếu là do biên tập viên Maeno của cô gợi ý điều đó và cô gặp khó khăn trong việc đứng lên bảo vệ chính mình. Cô giữ bí mật danh tính họa sĩ manga của mình với các bạn cùng trường, những người thường xuyên lo lắng về công việc và các mối quan hệ không rõ ràng của cô.
Mayu Nozaki (野崎 真由, Nozaki Mayu)
Em trai quá lười biếng của Nozaki. Vì bị bắt nạt khi còn nhỏ nên anh hiếm khi nói chuyện. Đôi khi anh viết những cụm từ viết tắt về những gì mình muốn nói, nhưng sẽ nói nếu nhanh hơn. Lần hiếm hoi anh nỗ lực hết mình là khi làm đội trưởng câu lạc bộ judo của trường. Để dạy các thành viên câu lạc bộ của mình kỹ thuật vật lộn trên sàn, anh đã học cách vẽ những cô gái dễ thương ở nhiều tư thế khác nhau và liên tục tham khảo bộ sưu tập otaku của Mikoshiba dưới bút danh MayuMayu. Anh đã vô tình liên lạc qua email với Mikoshiba. Trong bản phác thảo trước đó, Mayu được vẽ là một cô gái nhưng ý tưởng này đã bị loại bỏ vì những lý do như cô không tương thích với các nhân vật nam khác.
Ryōsuke Seo (瀬尾 遼介, Seo Ryōsuke)
Anh trai của Seo là sinh viên đại học phải lòng Miyako, bạn cùng lớp của anh. Ryosuke làm việc bán thời gian ở một quán cà phê. Những nỗ lực của anh ấy để được gần gũi hơn với Miyako thường không thành công, và anh ấy đã từng nhầm Nozaki là bạn trai của cô ấy. [ ch. 53 ] Anh ấy biết rằng em gái mình bị thu hút bởi Wakamatsu và cho rằng tình yêu là của nhau khi Wakamatsu nói rằng anh ấy yêu Lorelei. [ ch. 74 ]
Yumeko Nozaki (野崎 夢子, Nozaki Yumeko)
Em gái của anh em nhà Nozaki. Cô vẽ rất tệ và là người duy nhất trong gia đình không tin rằng anh trai cô là một họa sĩ manga. Cô yêu thích nhân vật Suzuki và chàng trai lý tưởng của cô là một học sinh chuyển trường. Yumeko ban đầu được chọn làm nhân vật chính của bộ truyện, với anh trai cô là Umetarō là nhân vật phụ. Ý tưởng này đã bị loại bỏ và vai trò của cô và Umetarō bị đảo ngược.
Towa Sakura (佐倉 十和, Sakura Towa)
Em trai của Sakura, Towa đang học năm thứ hai trung học cơ sở. Cậu là thành viên của câu lạc bộ quần vợt. Sakura thường xuyên làm phiền cậu bằng những lời nói thiên vị về Nozaki. Vì vậy, ấn tượng đầu tiên của Towa về Nozaki là anh là một người mẫu nổi tiếng.
Rei Kashima (鹿島 麗, Kashima Rei)
Em gái của Kashima, một cô gái được che chở và rất hâm mộ các tác phẩm của Yumeno Sakiko. Từng theo học tại các trường dành cho nữ sinh, cô ấy rất quan tâm đến khái niệm lãng mạn, trí tưởng tượng của cô dễ dàng vượt khỏi tầm kiểm soát.

### Các nhân vật của mangaLet's Fall in Love
Mamiko (マミコ)
Lồng tiếng bởi: Marie Miyake
Nhân vật nữ chính trong manga của Nozaki. Phần lớn manga xoay quanh Mamiko và những nỗ lực khác nhau của cô để giành được tình cảm của Suzuki. Tính cách của cô ấy được mô phỏng theo Mikoshiba trong khi ngoại hình của dựa trên cuộc gặp đầu tiên của Nozaki với Sakura, khi cô ấy đưa một trong những chiếc ruy băng màu trắng của mình cho anh và bỏ đi với chiếc còn lại trên tóc. Trong anime, Sakura đeo một dải ruy băng màu trắng, có kiểu dáng giống như của Mamiko.
Saburo Suzuki (鈴木 三郎, Suzuki Saburo)
Lồng tiếng bởi: Mamoru Miyano
Nhân vật nam chính trong manga của Nozaki. Anh là người yêu của Mamiko. Ngoại hình của Suzuki là gương mặt dễ vẽ và yêu thích nhất của Nozaki. Kết quả là Suzuki, người bạn và đối thủ của anh ấy ban đầu đều trông giống nhau, vì vậy Nozaki đã nhờ Sakura tìm kiếm các thiết kế nhân vật khác.
Oze (尾瀬)
Một nhân vật nam phụ trong manga của Nozaki, có tính cách được mô phỏng theo Seo. Nhân vật này tỏ ra khá nổi tiếng trong lòng độc giả manga của Nozaki.
Waka (和歌)
Một nhân vật nữ phụ trong manga của Nozaki, có tính cách được mô phỏng theo Wakamatsu.

## Phương tiện chuyển thể

### Manga
Izumi Tsubaki bắt đầu đăng truyện nhiều kỳ trên tạp chí trực tuyến Gangan Online của Square Enix vào ngày 25 tháng 8 năm 2011. Tính đến tháng 8 năm 2024, bộ truyện đã được tập hợp thành mười sáu tập tankōbon. Ngoài manga, một fanbook chính thức và một tuyển tập manga (bao gồm các câu chuyện của Satsuki Yoshino (Barakamon), Yasunobu Yamauchi (Danshi Kōkōsei no Nichijō), Tachibana Higuchi (Gakuen Alice), Shigeru Takao và Dan Ichikawa) cũng đã được xuất bản, cả hai đều vào ngày 22 tháng 8 năm 2014. Nhà xuất bản Yen Press ở Bắc Mỹ thông báo rằng họ đã cấp phép cho bộ truyện tại Sakura-Con vào tháng 4 năm 2015.

### CD drama
Frontier Works đã phát hành CD drama vào ngày 26 tháng 6 năm 2013 với dàn diễn viên bên dưới khác với anime được sản xuất sau này. Nó đạt vị trí thứ 32 trên bảng xếp hạng Album CD của Oricon.
- Chiyo Sakura: Asuka Nishi
- Umetarō Nozaki: Hiroki Yasumoto
- Mikoto Mikoshiba: KENN
- Yuzuki Seo: Miyuki Sawashiro
- Yuu Kashima: Chie Matsuura
- Masayuki Hori: Junji Majima
- Hirotaka Wakamatsu: Daisuke Namikawa
- Mamiko: Yukari Tamura
- Saburo Suzuki: Daisuke Namikawa
- Tomoda: Takahiro Mizushima

### Anime
Media Factory đã công bố chuyển thể anime vào ngày 21 tháng 3 năm 2014 và trang web chính thức của anime đã đăng một số video, tiết lộ dàn diễn viên chính và nhân viên, khác với CD phim truyền hình. Anime được sản xuất bởi Doga Kobo và được đạo diễn bởi Mitsue Yamazaki, người từng làm việc cho Hakkenden: Tōhō Hakken Ibun và Durarara. Bố cục của bộ truyện do Yoshiko Nakamura phụ trách. Junichirō Taniguchi, người thực hiện phần thứ hai của Genshiken và Puella Magi Madoka Magica, chịu trách nhiệm thiết kế nhân vật. Anime được công chiếu vào ngày 7 tháng 7 năm 2014 trên TV Tokyo, tiếp theo là TV Osaka, TV Aichi, TSC, TV Hokkaido, TVQ, AT-X trong những tuần còn lại. Ca khúc mở đầu có tựa đề "Kimi Janakya Dame Mitai" (君じゃなきゃダメみたい, nghĩa đen là "Có vẻ như không thể là ai khác ngoài bạn") do Masayoshi Ōishi sáng tác và trình diễn và ca khúc kết thúc "Uraomote Fortune" (ウラオモテ・フォーチュン) được thể hiện bởi Ari Ozawa dưới tên nhân vật của cô, Chiyo Sakura.
Sau thông báo, một chiến dịch đã được phát động xung quanh tạp chí manga hư cấu Monthly Girls' Romance (月刊少女ロマンス, Gekkan Shōjo Romansu) Nozaki xuất bản bộ truyện của mình trên tạp chí này. Đầu tiên, tác giả Izumi Tsubaki đã tweet vào Cá tháng tư rằng một số tạp chí đã có được ra. Cuối tháng 6, một manga tankōbon thực tế, được làm giống như tạp chí và chứa nội dung bổ sung cũng như các chương mẫu, đã được in và phân phối với số lượng hạn chế. Vào tháng 8, một trang web của tạp chí đã được ra mắt và bộ truyện tranh đặc biệt được tái bản và phân phối trên toàn quốc vào tháng 9. Sau khi anime kết thúc phát sóng, trang web đã bị gỡ bỏ.
Vào ngày 25 tháng 7 năm 2014, Sentai Filmworks thông báo họ đã cấp phép phát hành video tại nhà cho anime. Media Factory đã phát hành bộ anime dưới dạng Blu-ray và DVD tại Nhật Bản bắt đầu từ ngày 24 tháng 9 năm 2014 với sáu tập. Các sản phẩm đặc biệt của Mini-OVA được đính kèm với mỗi tập đĩa Blu-ray/DVD. 
Bộ phim bắt đầu phát trực tuyến trên Netflix vào ngày 1 tháng 5 năm 2020, bao gồm lồng tiếng bằng tiếng Anh, tiếng Tây Ban Nha và tiếng Bồ Đào Nha.

## Đón nhận
Tập thứ hai của manga đạt vị trí thứ 18 trên bảng xếp hạng manga hàng tuần của Oricon, tập thứ ba đạt vị trí thứ 11 và tập thứ tư ra mắt ở vị trí thứ năm với 117.310 bản. Tập manga thứ năm ra mắt ở vị trí thứ tư, bán được 185.392 bản. Bộ truyện đứng thứ ba trong danh sách 15 manga hàng đầu được các nhà sách giới thiệu năm 2013 và đứng thứ 11 trong danh sách 20 manga hàng đầu dành cho độc giả nữ của Kono Manga ga Sugoi! của Takarajimasha ấn bản năm 2014 sách hướng dẫn khảo sát các chuyên gia trong ngành manga. Nó được đề cử cho Manga Taishō thứ 8. 
Sách dành cho người hâm mộ chính thức đạt vị trí thứ 14 và tuyển tập sách đạt vị trí thứ 17 trên bảng xếp hạng bán chạy hàng tuần của Oricon. 
Greg Smith của The Fandom Post nhận thấy việc chuyển thể anime là một "sự tôn vinh đồng thời là một sự tôn vinh shoujo manga". Anh thấy nó có một dòng chảy tự nhiên và thích thú với những cảm xúc cũng như biểu cảm mà các nhân vật thể hiện. Anh cho bộ truyện này điểm A, lưu ý rằng đây là một trong hai bộ anime hài hước nhất quán của mùa giải. Anh thích rằng "nói chung không có sự ác ý (ngoại trừ đối với Maeno, điều này khá xứng đáng)" và nó thể hiện một cách hiệu quả sự vô lý của những trò lố shoujo. Andy Hanley của UK Anime Network cho bộ truyện này điểm 7 trên 10, nêu bật dàn nhân vật quyến rũ và đáng yêu cũng như hình ảnh của bộ anime, mặc dù anh sẽ không gọi nó là một bộ phim hài kinh điển. Dee Hogan, trong một bài báo cho The Mary Sue, nhận thấy chương trình "vừa rất hài hước vừa xuất sắc một cách lén lút" và viết về cách chương trình "quản lý được kỳ tích hiếm có của sự đảo ngược ba lần và cả ba đều giải quyết vấn đề của chúng ta hiểu biết về vai trò giới tính trong thể loại hư cấu". 
Những người đánh giá tại Anime News Network đã liệt kê anime này là một trong những anime hay nhất của năm 2014, với Amy McNulty  và Theron Martin đặt tên cho nó là lựa chọn hàng đầu của họ. Kelly Quinn của Tor.com cũng liệt nó vào danh sách 10 chương trình hay nhất năm 2014 của cô.